# Pedaliodes polla
Pedaliodes polla är en fjärilsart som beskrevs av Otto Thieme 1905. Pedaliodes polla ingår i släktet Pedaliodes och familjen praktfjärilar. Inga underarter finns listade i Catalogue of Life.